# Brač
Brač (italijansko Brazza, latinsko: Brattia) je srednjedalmatinski otok v Srednjem Jadranu. Leži med Splitsko obalo na severu, Hvarom na jugu, na zahodu ga od otoka Šolta omejujejo proti jugu usmerjena Splitska vrata. Najvišji vrh otoka je Vidova gora, ki je z višino 778 m obenem tudi najvišji vrh na jadranskih otokih. S površino 395,4 km² je Brač tretji največji hrvaški otok (le malenkost manjši od Cresa in Krka) in največji med otoki Dalmacije, po dolžini obale (175 do 180,6 km) pa se zaradi nerazčlenjenosti (je nekoliko ovalne oblike) uvršča šele na peto ali šesto mesto. Brač upravno v celoti pripada Splitsko-dalmatinski županiji, teritorialno pa je razdeljen na 8 enot: mesto Supetar in 7 "navadnih" občin z istoimenskimi središči: Sutivan, Selca (s pristaniščema Sumartin in Povlja), Pučišća, Postira, Nerežišća, Milna in Bol. S celino ga povezujeta dva trajekta na linijah Split-Supetar in Makarska-Sumartin.
Največja znamenitost otoka je dolga peščena plaža Zlatni rat na jugu (v Hvarskem kanalu), ki kot oster rt moli v morje v bližini mesta Bol. 

## Podnebje
Klima na otoku je zelo ugodna. Srednje januarske temperature nihajo od 4,9 °C  (Pražnice) do 7,4 °C (Sutivan); julijska pa od 22,9 °C (Nerežišća) do 24,9 °C (Sutivan). Dežja je največ v zimskih mesecih. V Pražnicah okoli 1480 mm, v Sutivanu pa okoli 870 mm. Od vetrov pihata jugo in burja, poleti pa z morja piha maestral.

## Zgodovina
Brač je neprekinjeno naseljen že od neolitika, kar dokazujejo najdbe v jami Kopačina, ki se nahaja med Dolnim Humcem in Supetrom. Prvi poznani prebivalci otoka so bili Iliri. V antiki se je otok imenoval »Brattia«. Ostanki iz rimskega obdobja so vidni po celem otoku. Med vladavino cesarja Dioklecijana so pričeli izkoriščati kamnolom pri Škripih. V zgodnjem srednjem veku je Brač pripadal Bizantinskemu cesarstvu, v 9. stoletju pa so ga osvojili Slovani.
Zaradi nevarnosti piratskih napadov se je pričelo prebivalstvo seliti v notranjost otoka. Skozi stoletja se je zamenjalo več gospodarjev, v obdobju 1420–1779 je bil Brač v lasti Beneške republike. V tem času so na otoku nastala nova obalna naselja z obrambnimi trdnjavami (Povlja, Pučišća, Sutivan), medtem ko naselja v notranjost pričnejo izgubljati na pomenu. Po propadu Beneške republike je Brač do? 1806 pripadel Avstriji, krajši čas je tudi baza carske ruske flote v Jadranu.

## Naselja
Naselja na otoku Brač so upravno razdeljena med eno mesto in 7 občin:
- Mesto Supetar - obsega naselja: Mirca, Splitska, Supetar in Škrip
- Občina Bol - obsega naselji: Bol in Murvica
- Občina Milna - obsega naselja: Bobovišća, Ložišća in Milna
- Občina Nerežišća - obsega naselja: Donji Humac, Dračevica in Nerežišća
- Občina Postira - obsega naselji: Dol in Postira
- Občina Pućišća - obsega naselja: Gornji Humac, Pražnica in Pučišća
- Občina Selca - obsega naselja: Novo Selo, Povlja, Selca in Sumartin ter
- Občina Sutivan - obsega samo naselje Sutivan